# Not Unpreviously Unreleased'nt
Not Unpreviously Unreleased'nt è una audiocassetta promozionale di Elio e le Storie Tese, distribuita in allegato al numero di marzo 1993 della rivista Tutto Musica e Spettacolo.
La cassetta contiene tre registrazioni del gruppo dal vivo, altrimenti inedite. La prima traccia, preceduta da un parlato di Elio con funzione di guida all'ascolto dell'intero supporto, è una cover della celebre Nel blu dipinto di blu di Domenico Modugno, qui riarrangiata in versione punk rock e cantata (in parte anche in lingua giapponese) insieme al soprano Aruka Mari. Il pezzo è stato registrato nel 1990 durante un concerto a Osaka.
Sono invece originali, e mai stampati altrove sino ad allora, gli altri due brani, ovvero Gli occhiali dell'amore, poi riproposto in versione differente nella raccolta Peerla, e Alfieri, canzone che il  gruppo presentava spesso dal vivo nei primi anni. In questa versione (la "versione standard" sarà pubblicata su Del meglio del nostro meglio Vol. 1) è citato il brano I Don't Like Mondays dei Boomtown Rats, mentre alle strofe altrimenti più conosciute, interpretate in sequenza rispettivamente da Elio, Faso, Cesareo e Rocco Tanica, ne è aggiunta un'altra cantata da Feiez, all'epoca noto ancora come Mu Fogliasch.

## Tracce
1. Nel blu dipinto di blu (Volare) (live in Osaka 23/7/1990) – 3:46
2. Gli occhiali dell'amore – 2:20
3. Alfieri – 6:00